# Batesimalva violacea
Batesimalva violacea là một loài thực vật có hoa trong họ Cẩm quỳ. Loài này được (Rose) Fryxell mô tả khoa học đầu tiên năm 1975.